# 御堂筋フロントタワー
御堂筋フロントタワー（みどうすじフロントタワー）は、大阪府大阪市北区に所在するオフィスビルである。

## 概要
梅田新道交差点の近く、御堂筋沿いに位置する高層オフィスビルである。WeWorkが一棟借りをしており、コワーキングスペース「WeWork御堂筋フロンティア」となっている。
梅田東映会館（大阪東映会館）の跡地に、三菱地所と地権者であった大洋リアルエステートが共同で設立したSPC「御堂筋共同ビル開発特定目的会社」が施主となり、鹿島建設の施工にて開発を進めて2010年には竣工するも、関係者間のトラブルなどによってSPCは資金調達ができず、2011年4月に破綻した。
その後は長らく空きビルの状態で放置されていたが、2018年9月にラサール・インベストメント・マネージメントのSPC「フロンティアプロパティー合同会社」が当ビルの土地を141億3千万円、建物を1万円で取得し、2019年6月には「WeWork御堂筋フロンティア」が開業した。なお、WeWorkの関西における出店は2018年12月開業のなんばスカイオに続き、2店目である。
2020年4月には、イギリスのプルーデンシャル傘下であるM&G Real EstateのSPC「アジア2特定目的会社」が約330億円で取得した。

## 交通
- JR西日本JR東西線：北新地駅徒歩3分
- OsakaMetro谷町線：東梅田駅徒歩6分
- JR西日本：大阪駅徒歩10分